# Éguilly-sous-Bois
Éguilly-sous-Bois ist eine französische Gemeinde mit 114 Einwohnern (Stand: 1. Januar 2022) im Département Aube in der Region Grand Est (vor 2016 Champagne-Ardenne). Sie gehört zum Arrondissement Troyes und zum Kanton Bar-sur-Seine.

## Lage
Éguilly-sous-Bois liegt etwa 28 Kilometer ostsüdöstlich von Troyes.
Nachbargemeinden sind Longpré-le-Sec im Norden, Vitry-le-Croisé im Osten, Noé-les-Mallets im Südosten und Süden, Chacenay im Süden und Südwesten sowie Bertignolles im Westen.

## Bevölkerungsentwicklung
| Jahr                       | 1962 | 1968 | 1975 | 1982 | 1990 | 1999 | 2006 | 2011 | 2019 |
| -------------------------- | ---- | ---- | ---- | ---- | ---- | ---- | ---- | ---- | ---- |
| Einwohner                  | 140  | 111  | 96   | 105  | 104  | 98   | 110  | 133  | 117  |
| Quellen: Cassini und INSEE |      |      |      |      |      |      |      |      |      |

## Sehenswürdigkeiten

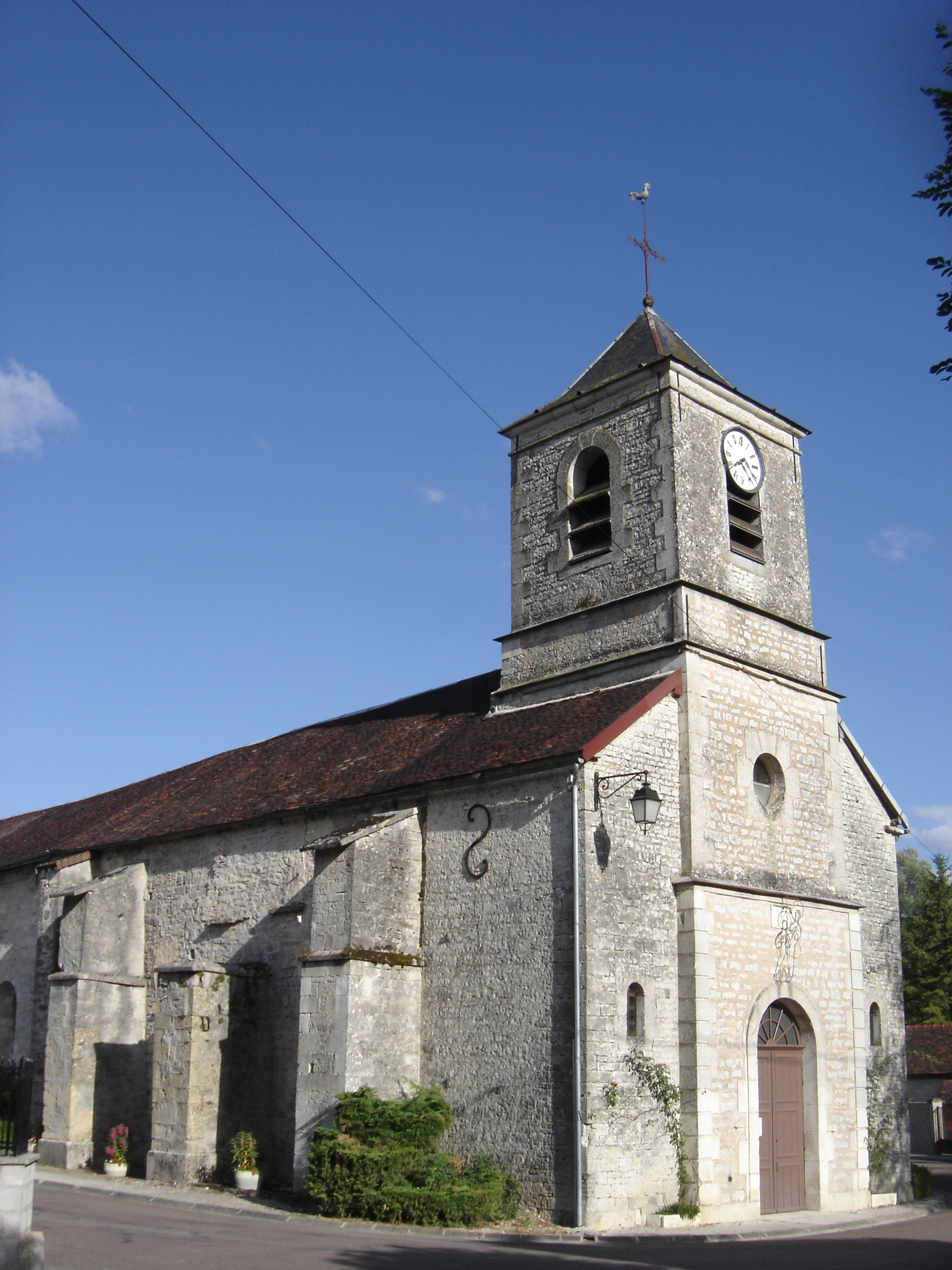
Kirche Saint-Martin

- Kirche Saint-Martin